# Chorizanthe staticoides
Chorizanthe staticoides Benth. – gatunek rośliny z rodziny rdestowatych (Polygonaceae Juss.). Występuje naturalnie w południowo-zachodnich Stanach Zjednoczonych – w Kalifornii. 

## Morfologia
PokrójRoślina jednoroczna dorastająca do 5–30 cm wysokości.
LiścieBlaszka liściowa liści odziomkowych ma kształt od podłużnego do podłużnie owalnego. Mierzy 5–30 mm długości oraz 3–10 mm szerokości. Ogonek liściowy jest owłosiony i osiąga 10–30 mm długości.
KwiatyZebrane w wierzchotki jednoramienne, rozwijają się na szczytach pędów. Okwiat ma obły kształt i różową lub czerwoną barwę, mierzy do 3–4 mm długości.
OwoceNiełupki o soczewkowatym kształcie, osiągają 3–4 mm długości.

## Biologia i ekologia
Rośnie w lasach sosnowych oraz zaroślach. Występuje na wysokości do 1700 m n.p.m. Kwitnie od kwietnia do lipca.